# Glam rock

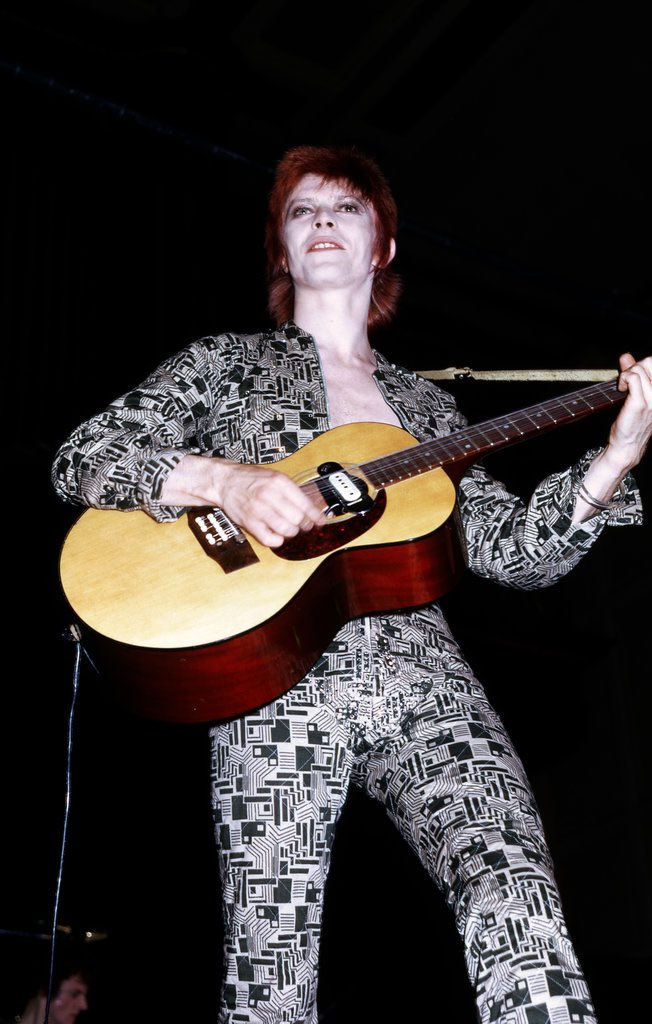
David Bowie podczas trasy koncertowej Ziggy Stardust

Glam rock (także glitter rock) – styl w muzyce rockowej. Nazwa stylu wywodzi się z angielskiego glamour (urok, atrakcyjność). Styl ten powstał w Wielkiej Brytanii na początku lat 70. Wykonawcy przykładali dużą wagę do własnego wizerunku (wygląd zewnętrzny: ubranie, obuwie, fryzury, makijaże), wywołując tym często kontrowersje. Wykonawcy glamrockowi ubierali się w barwne uniformy (często np. srebrne), zakładali wysokie buty na bardzo wysokich podeszwach, nakładali ostry makijaż. Muzycy glamrockowi grali zazwyczaj piosenki łagodne, trafiające do większego grona odbiorców. Często refreny piosenek miały podteksty seksualne.
Ważniejsi wykonawcy glamrockowi: David Bowie, Gary Glitter, Queen, Slade, Sweet, T. Rex, Kiss, Alice Cooper. Z glam rocka wywodzi się glam metal, który cieszył się dużą popularnością w latach 80. Ważniejsi wykonawcy glammetalowi to np.: Bon Jovi i Mötley Crüe.